# Empresa Nacional de Aeronáutica de Chile
La Empresa Nacional de Aeronáutica de Chile (ENAER-Chile) es una empresa estatal chilena fundada el 16 de marzo de 1984, dependiente de la Fuerza Aérea de Chile (FACh), presta servicios de construcción, mantenimiento, reparación y modernización en la industria Aeronáutica, participa en proyectos conjuntos como proveedor de aeropartes para los CASA CN-235 y CASA C-295 de Airbus Military EADS CASA, Dassault Falcon 900 y Dassault Falcon 2000 de la empresa francesa Dassault Aviation, Embraer e Israel Aerospace Industries, entre otros.
Es una de las principales empresas de Aeronáutica de América Latina, actualmente mantiene contratos con estamentos militares como civiles del continente, como la Fuerza Aérea de Chile, Fuerza Aérea Ecuatoriana. Fuerza Aérea de Uruguay, Fuerza Aérea de Argentina y empresas como Lan Airlines, Aerolíneas Argentinas, Sky Airline, Avant Airlines. Esto gracias a sus certificaciones internacionales ISO, y las certificaciones de Lockheed Martin, Boeing y Airbus que le permiten ofrecer servicios de mantenimiento mayor para aeronaves como el F-16, F-5, C-130 Hércules, CASA C-212, Boeing 707 y Boeing 737, entre otros.

## Historia

### Primeros pasos de la Industria Aeronáutica

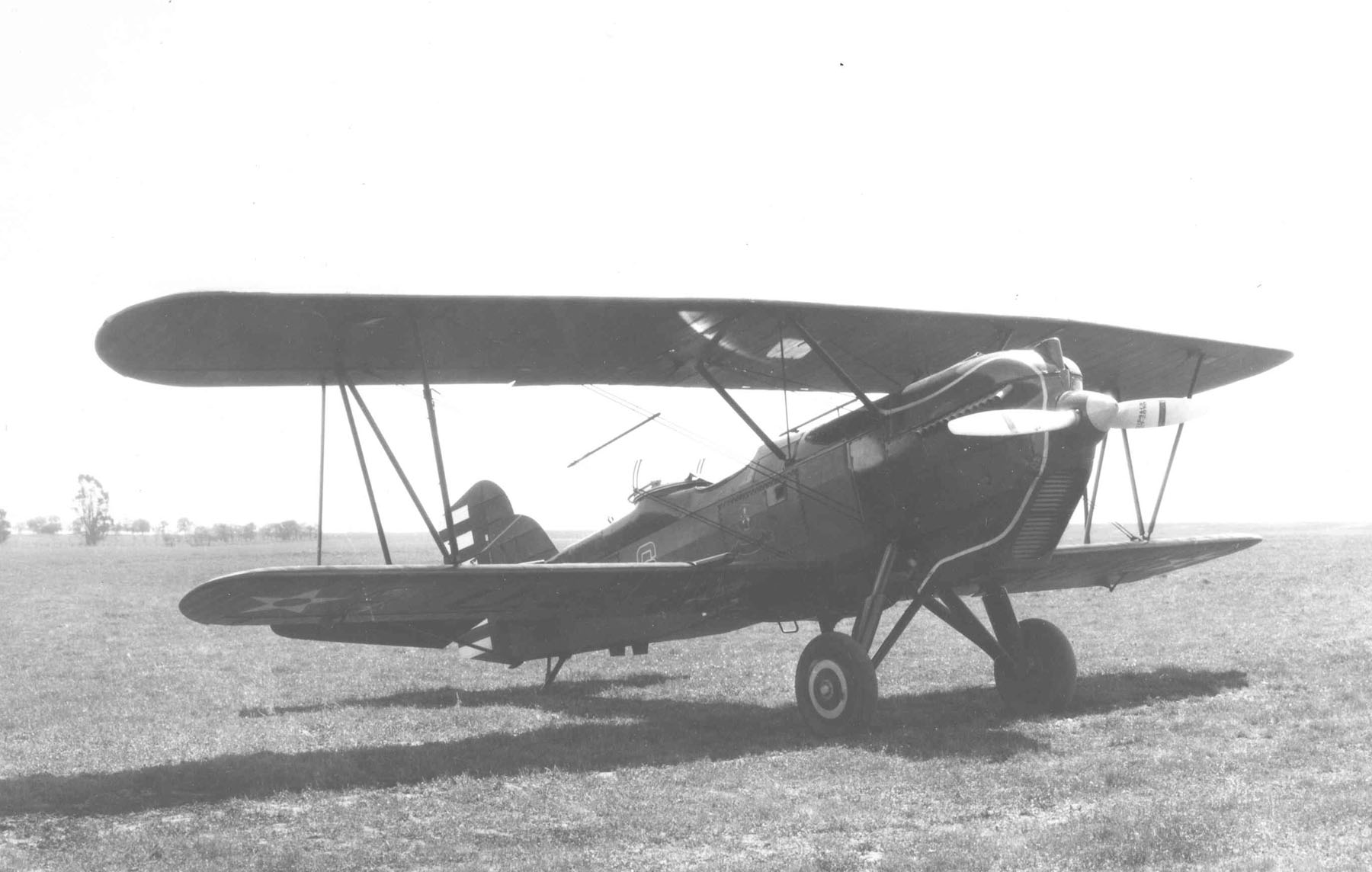
Curtiss Falcon ensamblado por la Fuerza Aérea de Chile

Tras el impulso inicial de lo que es la actual Fuerza Aérea de Chile, era necesario mantener el material volante que se disponía en la época. El primer esfuerzo tendiente a unificar las modestas capacidades de mantenimiento se había dado en la década de 1920, con la creación, primero, de la Sección Fábricas y Maestranza en El Bosque, y el paso lógico siguiente fue la fundación de la Maestranza Central de Aviación, fue este último el encargado en desarrollar las capacidades de reparación y mantenimiento principalmente para la Fuerza Aérea de Chile, pero también a la aerolínea Lan Airlines. Paralelamente hacia fines de 1930, se logró realizar bajo licencia de The Curtiss Aeroplane Export Corporation, la coproducción en Chile de 20 unidades del biplano militar Curtiss Falcon.
Esta maestranza se mantuvo en funcionamiento hasta 1953, fecha en la cual comienza a funcionar FANAERO-Chile, organismo creado para el desarrollo de la industria Aeronáutica.
FANAERO fue un proyecto desarrollado bajo el amparo de la CORFO, la cual potenciaba la necesidad de lograr diseñar y producir aeronaves de fabricación local para la Fuerza Aérea de Chile, es así que se fabricó el primer prototipo de un avión de instrucción primaria denominado Chincol diseñado por el ingeniero Davins Ferrer, el cual finalmente no tuvo éxito, abandonado la idea de la construcción y producción local, eligiendo posteriormente al Beechcraft T-34 Mentor, avión de instrucción básica, para la Fuerza Aérea de Chile.

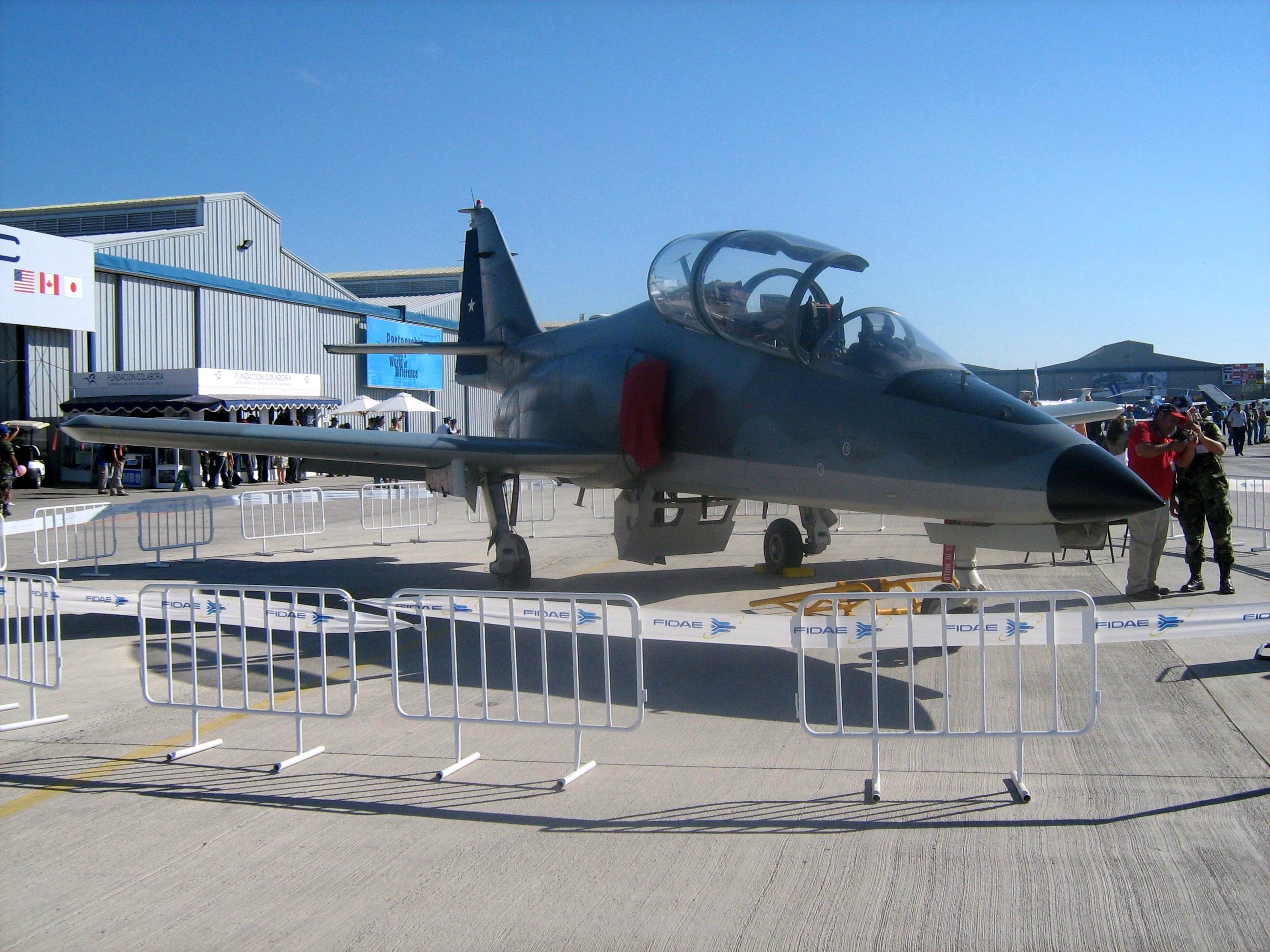
A-36 Halcón ENAER

Posterior al abandono de las intenciones de fabricar aeronaves, producto del escenario político en los años 70s, la Fuerza Aérea de Chile reactivó la necesidad de contar con una industria aeronáutica nacional que atendiera las necesidades de mantenimiento y equipamiento de la fuerza aérea, es así que a mediados de los años 70s, la Fuerza Aérea de Chile y Piper Aircraft fundan INDAER organismo encargado del mantenimiento de los aviones de la fuerza aérea nacional, posteriormente la recién fundada INDAER se transforma en ENAER en 1984, ya con el primer proyecto sólido de producción aeronáutica local, el T-35 Pillan.
Paralelamente, en busca de expandir las capacidades productivas, la Fuerza Aérea de Chile compra la versión CASA C-101 de instrucción avanzada a España, en marco de esta compra ENAER logra su primer hito al coproducir dichos aviones en suelo nacional, logrando coproducir 12 unidades de este modelo, también ENAER logra coproducir la variación CASA C-101BB de ataque ligero de los cuales se construyeron 23 unidades, usados hasta la actualidad[¿cuándo?] en la Fuerza Aérea de Chile.

### Escenario político

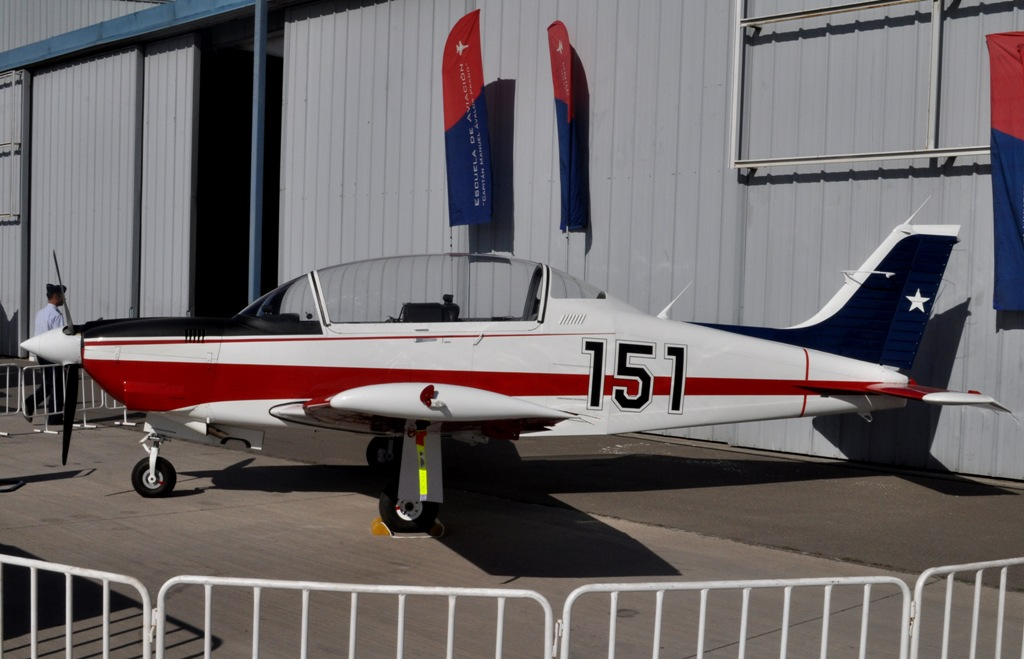
T-35B Pillan fabricado por ENAER

En 1976, el Régimen Militar del país, se encontraba bajo un embargo de armas impuesto por Estados Unidos, la llamada Enmienda Kennedy. Esta situación sumado a presiones de Argentina por invadir territorio chileno, en su llamada Operación Soberanía sumado con amenazas de Juan Velasco Alvarado, dictador del Perú en su Plan Inca, obliga a reactivar la idea de una industria autónoma capaz de realizar manutención y actualización a material como el Beechcraft T-34 Mentor, Northrop F-5, Lockheed C-130 Hércules, entre otras aeronaves originarias de Norteamérica. La entonces Ala de Mantenimiento, pasa a ser denominada Industria Nacional Aeronáutica, y posteriormente al iniciarse la fabricación del Pillán, toma el actual nombre de ENAER Chile. Sus principales actividades son el mantenimiento de aeronaves militares y civiles, producción de aviones y partes de aviones, además de la modernización y modificación de aeronaves.

### Actualidad

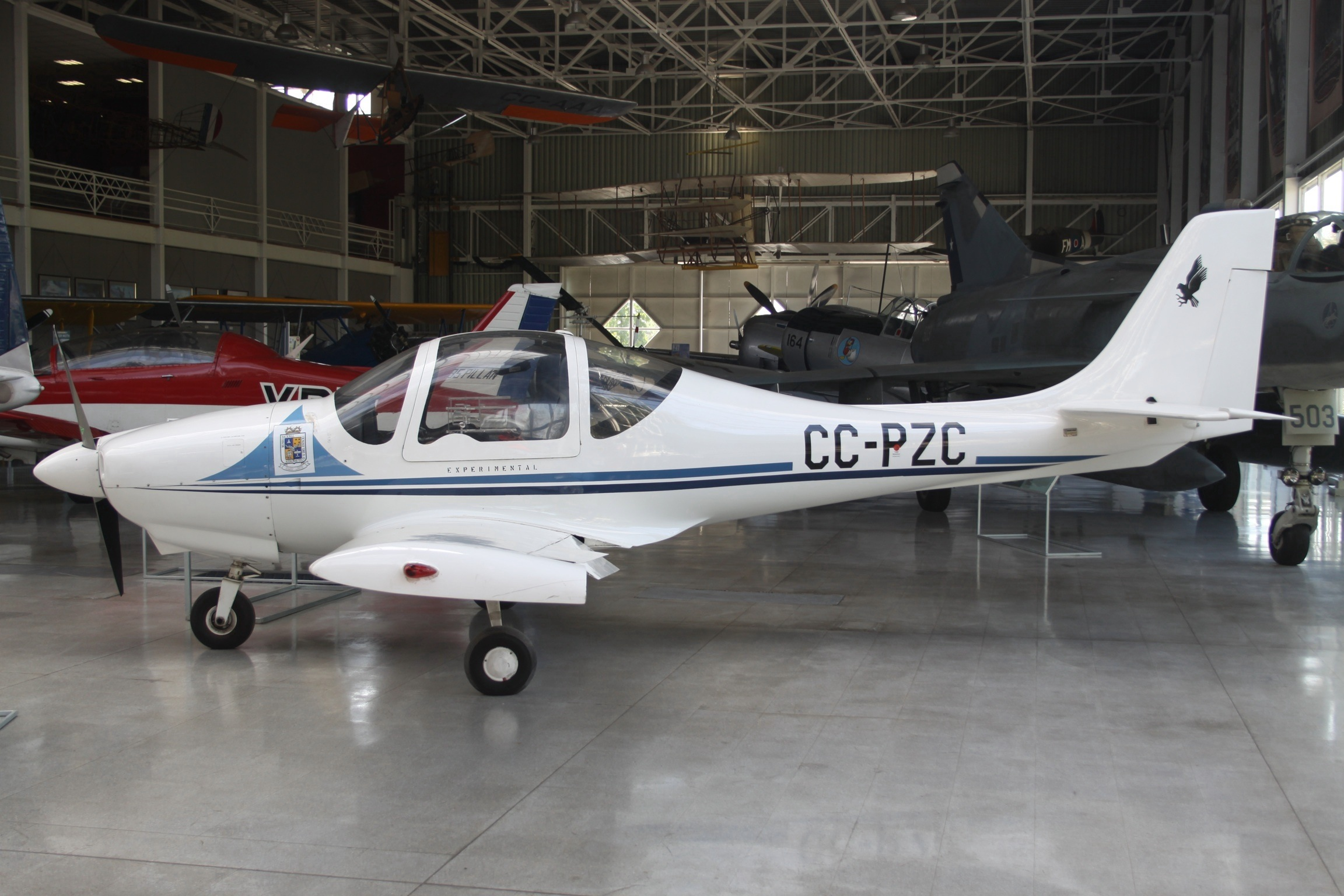
Biplaza ECH-2 Ñamcu diseñado y fabricado por ENAER

Entre 1985 y 2014 fabricaron más de 140 unidades del avión de entrenamiento básico T-35 Pillán, que al ser exportado a diversas fuerzas aéreas iberoamericanas como a la Fuerza Aérea de España, Fuerza Aérea de Guatemala, Fuerza Aérea de Panamá, entre otras, se convirtió en el producto más exitoso de la compañía.
Desde el año 2005, ENAER se convirtió en socio fabricante de aero partes de Aeronáutica para empresas mundiales como Boeing, Dassault Aviation, Embraer y Airbus Military comercializadora de la española CASA en diversos modelos de aviones, participó el 2012 en la fabricación de aeropartes para el caza de combate F-15 Eagle en contrato número 200835 con Israel Aerospace Industries.
También, dentro de las capacidades más reconocidas hoy en día de ENAER, destacan sus servicios de mantenimiento, reparación y modernización, permitiéndole conseguir certificaciones internacionales como AS 9100:2009 Rev. C y ISO 9001:2000 SAE AS 9100B:2004. En este proceso de certificación ENAER fue aprobada para la intervención y modificaciones por parte de Lockheed Martin para los cazas de combate F-16 Fighting Falcon, convirtiéndose en la única compañía aeronáutica de América Latina con esas capacidades y la 4 en el mundo, también Lockheed Martin certificó para el mantenimiento mayor y modernización de los aviones de transporte C-130 Hércules, pudiendo concretar contratos con la Fuerza Aérea de Uruguay, Fuerza Aérea de Argentina, Fuerza Aérea de Colombia, Fuerza Aérea Bangladesí para el mantenimiento de la línea C-130 Hércules.

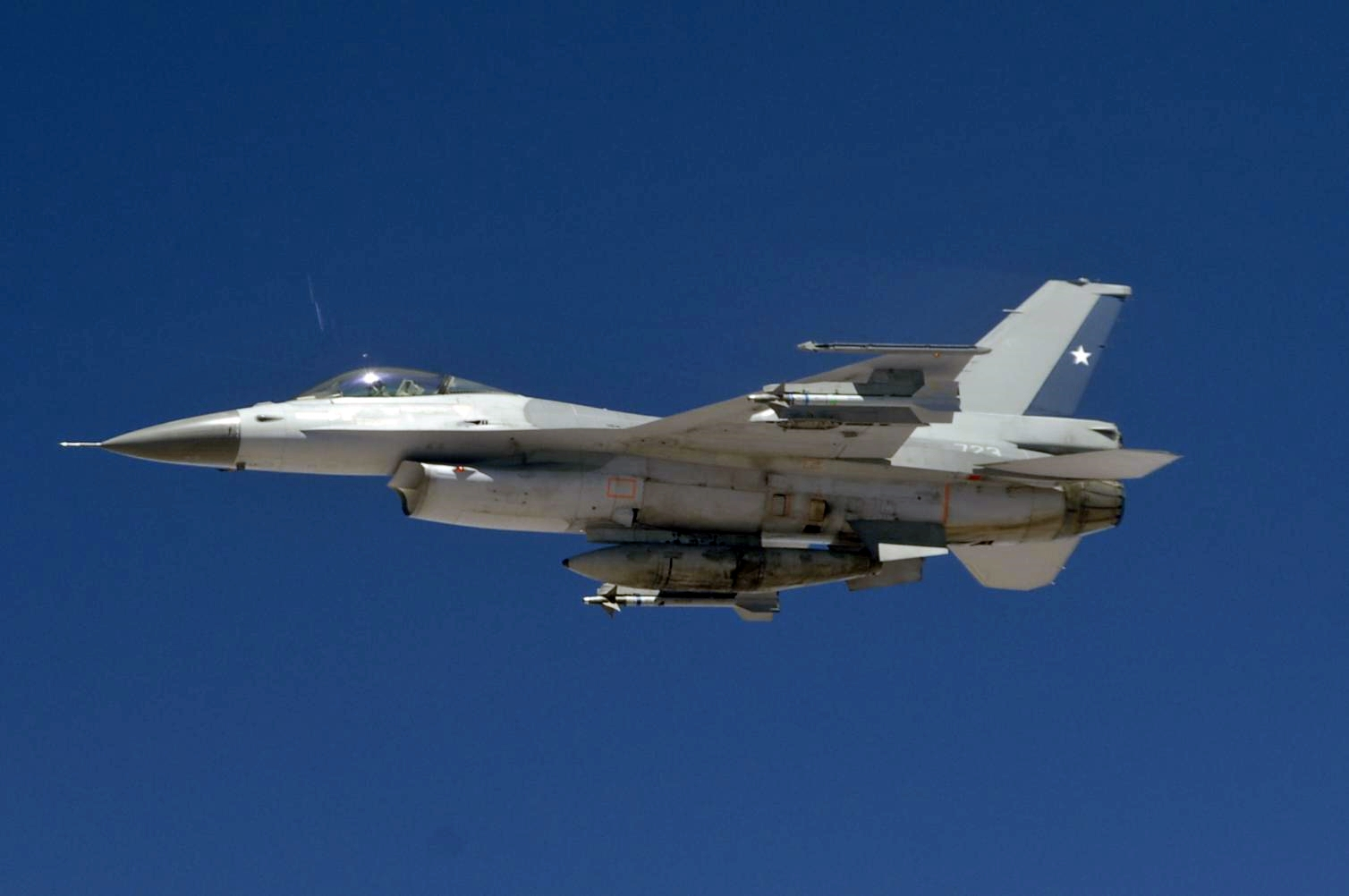
F-16 MLU de Chile.

ENAER realiza mantenimiento de línea y mayor para los modelos Boeing 707 y Boeing 737 de la Fuerza Aérea de Chile y para aerolíneas internacionales como Lan Airlines, Sky Airline, Aerolíneas Argentinas, Avant Airlines, PLUNA Airlines, Avior Airlines, Air Comet Chile
El 26 de marzo de 2015, ENAER firma un memorándum de entendimiento con la Italiana Alenia Aermacchi para la coproducción y apoyo logístico de la línea de aviones de entrenamiento avanzado M-345 y para la plataforma de transporte mediano C-27j Spartan, anteriormente el 2008 Alenia Aermacchi y ENAER había firmado un MoU el cual no vio la luz.

## Productos y Servicios

### Fabricación de Aeropartes
Enaer ha cumplido contratos para proveer a diversas empresas Aeronáuticas del mundo estructuras aero diversas, algunas de estas empresas y modelos son:
- Embraer
  - Embraer ERJ 145
  - Embraer ERJ-145
  - Embraer Legacy 600
  - Embraer Phenom 300

- EADS CASA
  - CASA CN-235
  - CASA C-295

- Dassault Aviation
  - Dassault Falcon 900
  - Dassault Falcon 2000

- Israel Aerospace Industries
  - F-15 Eagle Baz

### Mantenimiento
La calidad en ENAER se basa en el sistema ISO 9001:2000 SAE AS 9100B:2004, siendo auditada constantemente por FAA, Boeing y Embraer, EADS y Lockheed Martin entre otros, certificada para realizar mantenimiento mayor, menor y de línea en diversas aeronaves. El Centro de Mantenimiento se somete a las exigencias de calidad de Enaer, siendo auditada constantemente en sus procesos, personal, materiales y proveedores. La condición anterior permite que los trabajos realizados en este Centro sean de una alta calidad.
La división de mantenimiento de ENAER tiene capacidades de modificación y actualización de elementos estructurales, aviónica, pintura entre otras.

### Modernizaciones
ENAER realiza actualizaciones a importantes aeronaves para extender la vida útil y convertirlas en avanzadas plataformas que alcancen las prestaciones requeridas para la aviación militar contemporánea.
Se destaca la modernización de aviones C-130 Hércules para clientes de toda América Latina y la actualización de la flota F-16 con el Upgrading PACER AMSTEL F-16 MLU, entre otras actualizaciones a diversas aeronaves, todas realizadas en las instalaciones de ENAER.

### ECH-01 Pillán
El T-35 Pillán es hasta ahora el principal desarrollo de ENAER, fue concebido a finales de la década de 1970 como el sucesor del entonces entrenador básico de la FACh, el Beechcraft T-34 Mentor, que ya completaba más de 30 años en servicio.
Tras su entrada en servicio, ha logrado venderse a países como España, El Salvador y Panamá.

### ECH-02 Ñamcu
El ECH-02 Ñamcu, fue desarrollado bajo el concepto de un avión liviano capaz de proporcionar entrenamiento básico a los pilotos de los clubes aéreos.

## Certificaciones
Al año 2014, ENAER cuenta con las siguientes certificaciones:
| Certificación                                                                     | Expiración               |
| --------------------------------------------------------------------------------- | ------------------------ |
| ABS QUALITY EVALUATIONS AS/EN/JISQ9100:2009 REV. C and ISO9001:2008               | 26 de septiembre de 2014 |
| SAE AS 9100C:2009                                                                 | En trámite               |
| BELL HELICOPTER                                                                   | 31 de octubre de 2013    |
| NADCAP CHEMICAL PROCESSING                                                        | 31 de octubre de 2014    |
| NADCAP NONDESTRUCTIVE TESTING                                                     | 31 de enero de 2014      |
| NADCAP AEROSPACE QUALITY SYSTEM                                                   | Vigente hasta 2014       |
| NADCAP HEAT TREATING                                                              | 31 de enero de 2014      |
| DGAC                                                                              | Indefinido               |
| OMAD                                                                              | Indefinido               |
| SIM                                                                               | Sin vencimiento          |
| DKD                                                                               | Sin vencimiento          |
| HARTZELL                                                                          | 28 de febrero de 2016    |
| Dirección General Aeronavegavilidad Militar conjunta de la República de Argentina | Indefinido               |